# Rosenbach Museum & Library
Il Rosenbach Museum & Library è un museo di Filadelfia.
Esso contiene la collezione di Philip Rosenbach e del fratello A. S. W. Rosenbach, principalmente basata su manoscritti, libri rari e esempi di arte decorativa della prima metà del XX secolo.